# Сущёво (Александровский район)
Сущёво — деревня в Александровском районе Владимирской области России, входит в состав Краснопламенского сельского поселения.

## География
Деревня расположена в 21 км на юго-запад от центра поселения посёлка Красное Пламя и в 28 км на северо-запад от города Александрова, рядом с селом Муханово Московской области.

## История
Село Сущёво с XVIII века славилась кузнецами. Это было постоянное занятие местного населения. Сущёвские кузнецы ковали сошники и палицы для сох, петли для ворот, скребки, решётки, топоры, подковы, ухваты и другое.
В конце XIX — начале XX века деревня входила в состав Тирибровской волости Александровского уезда. В 1859 году в деревне числилось 10 дворов, в 1905 году — 10 дворов, в 1926 году — 30 дворов.
С 1929 года деревня входила в состав Лобковского сельсовета Александровского района, с 1941 года — в составе Успено-Мухановского сельсовета Струнинского района, с 1965 года — в составе Александровского района, с 1969 года — в составе Искровского сельсовета, с 2005 года — в составе Краснопламенского сельского поселения.

## Население
| 1859 | 1905 | 1926 | 2002 | 2010 | 2021 |
| ---- | ---- | ---- | ---- | ---- | ---- |
| 71   | ↗80  | ↗107 | ↘8   | ↘3   | ↗22  |

## Известные уроженцы и жители
- Фомин, Семён Дмитриевич (1881—1958) — писатель, поэт и прозаик, педагог[10].